# Нигавзеби
Нигавзеби (груз. ნიგავზები) — село в Грузии, на территории Онского муниципалитета края (мхаре) Рача-Лечхуми и Нижняя Сванетия.

## География
Село находится в северной части Грузии, на правом берегу реки Риони, на расстоянии приблизительно 5 километров (по прямой) к северо-востоку от города Они, административного центра муниципалитета. Абсолютная высота — 1016 метров над уровнем моря.

## Население
По результатам официальной переписи населения 2014 года, в Нигавзеби проживало 29 человек (12 мужчин и 17 женщин). В национальной структуре населения грузины составляли 100 %.
| Год  | Население, человек |
| ---- | ------------------ |
| 2002 | 53                 |
| 2014 | ↘ 29               |